# Zdeněk Bonaventura Bouše
Zdeněk Bonaventura Bouše (16. května 1918 Plzeň – 16. dubna 2002 Praha), přáteli nazývaný Bony, byl teolog a liturgista, františkán, překladatel liturgických textů, ekumenicky smýšlející průkopník liturgické obnovy po Druhém vatikánském koncilu, signatář Charty 77.

## Život
V roce 1942 byl ordinován ke kněžské službě a působil v pastorační praxi na několika místech pražské arcidiecéze. Za druhé světové války byl vězněn v koncentračním táboře. V roce 1946 vstoupil do františkánského řádu a přijal řeholní jméno Bonaventura. Od 13. do 25. dubna 1950 byl s dalšími františkány od Panny Marie Sněžné internován v Hejnicích, do roku 1957 v Želivi. Po zrušení tohoto tábora pracoval jako průvodčí tramvaje, jako pracovník fototéky v ÚTDU ČSAV (1968–1972), později jako správce depozitáře starého umění Národní galerie v Praze, odkud byl propuštěn po podpisu Charty 77. Potom pracoval jako noční hlídač v Konstruktivě a jako důchodce vypomáhal ve zdravotnictví. Po roce 1990 vypomáhal v duchovní správě v Ústí nad Labem a od roku 1999 žil opět v Praze.
Státní souhlas k výkonu činnosti duchovního měl za doby komunistického režimu pouze v letech 1968–1973, kdy byl kaplanem v pražských Záběhlicích (hostivařská farnost). Svým působením se dostával do konfliktů nejen se státní mocí, ale i s tradičně smýšlejícím biskupem Tomáškem. V letech 1969–1970 přednášel jako odborný asistent liturgiku na Cyrilometodějské bohoslovecké fakultě. Kromě odborných teologických znalostí v liturgice a biblistice měl smysl pro slovesné i výtvarné umění. Byl častým konzultantem a zřídka i spoluautorem statí o ikonografii křesťanského umění.
V roce 1977 byl jedním z mnoha signatářů Charty 77, kteří za svůj podpis dostali výpověď ze zaměstnání (viz dopis mluvčího Jiřího Hájka Federálnímu shromáždění).
Takzvaná pražská liturgická překladatelská skupina, v níž kromě něj byli ještě Miloslav Máša a Václav Konzal, po Druhém vatikánském koncilu během dvaceti let vytvořila většinu dnes v římskokatolické církvi užívaných českých překladů liturgických textů. Reforma liturgie byla nejprve zaváděna v chrámu Panny Marie před Týnem pod vedením Jiřího Reinsberga. Uvolněné politické poměry umožňovaly, aby občas Bonaventura Bouše koncelebroval přesto, že neměl státní souhlas. Podle Pavla Hradílka byl Bouše zpočátku nekomunikativní, během dvou let se z něj však stal otevřený člověk.

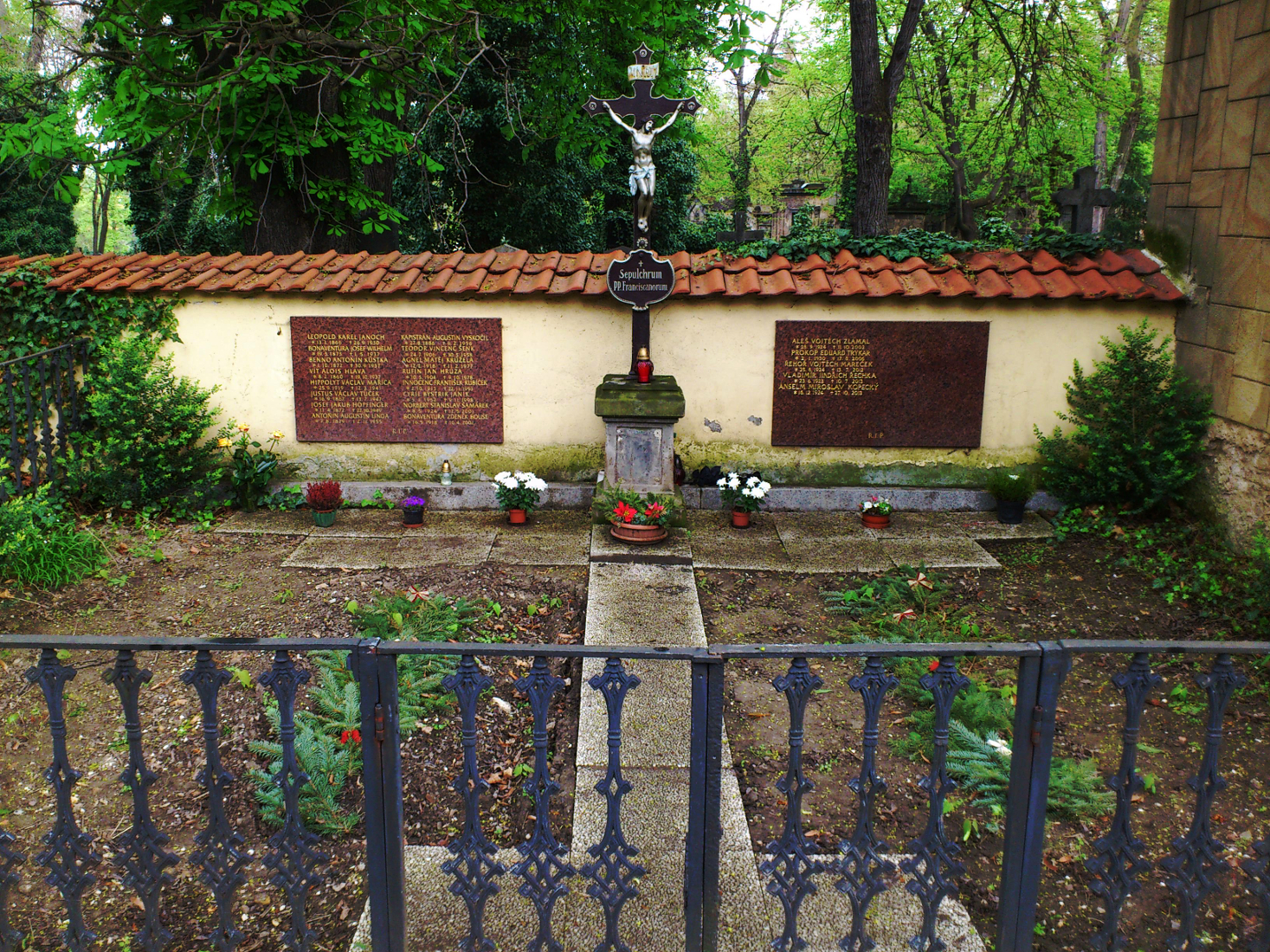
Františkánský hrob na Olšanském hřbitově

Po pohřbu byl Zdeněk Bonaventura Bouše uložen do společného hrobu bratří františkánů na Olšanech.

## Názory a kritika
V liturgice se Bouše soustřeďoval na to, aby obsah liturgie nebyl překryt ceremoniální bohatostí či slavnostností ani redukován v nejprostších pastoračních podmínkách anebo nedostatečně fundovanou improvizací. Vyzýval k samostatnému promýšlení a zpracování mešních textů.
Pavel Mareš (2005) Boušeho příručce Malá katolická liturgika (2004) vytkl, že se v ní autor nedokázal zříct osobních názorů a sžíravých komentářů. Mareš vytýká Boušemu také nekvalitní a jednostrannou argumentaci (například proti ušní zpovědi) a snahu vnášet do katolické liturgie upravený kralický překlad. Pavel Hradílek knize vytýká nepřesný název, neodpovídající tomu, že jde o popis liturgie jedné konkrétní křesťanské obce, a také to, že se věnuje pouze roli předsedajícího (kněze), a opomíjí služby a přínos dalších účastníků.
Citace emotivně a názorově vypjatých vět:
„Kázání bývá nekultivované povídání, v němž dává povýšeně nebo naopak podbízivě rad lidem celibátník, který nemá ponětí o jejich životě, práci a starostech. S přečteným biblickým textem nemá kázání zpravidla nic společného; a to je nakonec dobře, protože kdykoliv zabrousí mnohý z našich kazatelů do exegeze, prokáže jen základní neznalosti. Modlitby bývají přednášeny zpěvavým kakofonickým recitativem.“ (kapitola Liturgické slovo a čin)
„Shromáždění, které na povel nebo pokyn předsedajícího poslušně vstává, kleká nebo sedá, působí trapným dojmem dobře vycepovaného stáda.“
Svá stanoviska Bouše sebekriticky zmírnil v soukromých dopisech z konce 80. a začátku 90. let. V poznámce v září 1989 Bouše napsal:
„Ve své církvi jsem se často střetl s představiteli hierarchie i s vlivnými laiky, které jsem nesnášel pro jejich spasitelské sebevědomí, pro jejich v evangeliu nezakotvenou, synkretickou a fundamentalistickou teologii, pro militantní ultramontánství, neurotickou intoleranci a totalitářskou uzavřenost. A přece se nakonec v rozhodných chvílích osvědčují jako věrní vyznavači Ježíšova evangelia, zatímco já trávím zbytek života v samotě stařecké rezignace. Proto prosím čtenáře za odpouštění… Prosím za odpuštění i toho podivného přítele, jemuž jsem adresoval předcházející dopisy; vždyť na mne útočil asi jen ze vzdoru, a jistě ne z nenávisti. A v neposlední řadě prosím o odpuštění i své církevní představené.“

## Dílo
- Bonaventura Bouše: O čtrnácti svatých pomocnících a o jejich klášteře u Kadaně nad Ohří, Klášter františkánů, Kadaň n. O., 1948
- Jiří Němec, Bonaventura Bouše: Die Frage der Kirchenreform in den böhmischen Ländern (Concilium, Nijmegen, 1972/4, s. 213–217) Článek zabývající se možnostmi reformy katolické církve v českých zemích.
- Bonaventura Bouše: Pokus o katolickou liturgiku, samizdat, 1985
- Bonaventura Bouše: Epilegomena, 2. vyd. Oikoymenh, 2000, ISBN 80-86005-22-4
- Zdeněk Bonaventura Bouše: Malá katolická liturgika – tradice, kritika, budoucnost, Vyšehrad, 2004, ISBN 80-7021-709-X